# Eubasilissa imperialis
Eubasilissa imperialis är en nattsländeart som först beskrevs av Nakahara 1915.  Eubasilissa imperialis ingår i släktet Eubasilissa och familjen broknattsländor. Inga underarter finns listade i Catalogue of Life.